# Sanusi Lamido Sanusi
Pour les articles homonymes, voir Sanusi.
Sanusi Lamido Sanusi (aussi appelé Muhammadu Sanusi II, raccourci en Sanusi II), né le 31 juillet 1961 à Kano, est un économiste, homme politique et leader spirituel nigérian, gouverneur de la Banque centrale du Nigeria de 2009 à 2014 et émir de Kano de 2014 à 2020.

## Biographie

### Famille
Sa mère se nomme Saudatu Anduwa Hussain, tandis que son père, Muhammad Aminu Sanusi, est un éminent diplomate nigérian, plusieurs fois ambassadeur, notamment en Belgique et en Chine, et Ministre des Affaires étrangères du Nigeria jusqu'en 1979. 
Son grand-père est déjà émir de Kano, sous le nom de Muhammadu Sanusi I, de 1954 à 1963, Sanusi décrit d'ailleurs sa politique comme la « continuité » de celle de son grand-père. 
Sa famille descend d'une lignée importante de dignitaires religieux et politiques du pays, et est reliée à la famille royale peul.

### Jeunesse et études
Sanusi Lamido Sanusi naît le 31 juillet 1961. Il commence ses études à l'école primaire Sainte Anne à Kakuri, dans la banlieue de Kaduna. Il part ensuite étudier au King's College de Lagos, avant d'étudier à l'université Ahmadu-Bello, où il obtient une licence, en 1981, puis une maîtrise d'économie. Il débute alors dans le secteur bancaire, employé par Icon Limited puis par d'autres banques,. Il quitte son poste de gestionnaire de risques en 1990 et part étudier à Khartoum, au Soudan, où il se concentre sur l'apprentissage de l'arabe et de la théologie sunnite,.

### Carrière professionnelle et politique

#### Dans le milieu bancaire privé
Il se familiarise brièvement avec le milieu bancaire lors de son passage chez Icon Limited.
Après avoir terminé ses études, Lamido Sanusi rejoint la United Bank of Africa en 1997, puis gravit les échelons au sein du milieu bancaire nigérian.
Il devient en janvier 2009 le directeur général de la First Bank of Nigeria. 
Depuis 2015, il est président du conseil d'administration de l'entreprise bancaire Black Rhino, filiale africaine du fonds d'investissement Blackstone. 

#### En tant que gouverneur de la Banque centrale
Le 1er juin 2009, Lamido Sanusi est nommé gouverneur de la Banque centrale du Nigeria, par le président Umaru Yar'Adua. 
Il prend en charge le redressement économique et financier du pays, se chargeant personnellement de conclure des partenariats entre le milieu agricole et des acteurs extérieurs, l'AGRA en tête. Il met aussi en place des plans ambitieux de sauvetage des banques du pays, et parvient à faire baisser l'inflation sous le seuil des 10 %.
Au cours de ses cinq années passées en poste, il est admiré pour son action contre la corruption et est reconnu comme celui qui a permis le redressement du pays. Il est toutefois critiqué pour son abus des prérogatives prévues par sa fonction, ainsi que pour son influence dans des domaines comme l'agriculture et l'industrie, qui ne font pas partie de son domaine d'action. Il est nommé par le magazine Time parmi les 100 personnalités les plus influentes de 2011,.
En 2013, dans une tribune publiée dans le Financial Times, il critique l'influence chinoise en Afrique, et en particulier au Nigeria, qu'il juge « impérialiste » et appelle à une plus grande indépendance vis-à-vis du pays, qui contribue selon lui à la « désindustrialisation et au sous-développement de l'Afrique ».
Il est renvoyé de son poste après avoir révélé une affaire de détournement de fonds. Dans une lettre à destination du président Goodluck Jonathan, il accuse la compagnie pétrolière nationale, Nigeria National Petroleum Company (NNPC), d'être à l'origine d'un détournement de plus de 20 milliards de dollars,. Il met aussi personnellement en cause la ministre du pétrole, Diezani Alison-Madueke. À la suite de ses révélations, il est renvoyé, interdit de quitter le pays, et son passeport est saisi par la police secrète du Nigeria,.
Ses engagements contre la corruption lui créent de nombreux ennemis à travers le pays, mais il est cependant populaire dans les pays européens, notamment pour son action financière.

#### En tant qu'émir de Kano
Peu après son renvoi du poste de gouverneur, il devient émir de Kano, à la suite de son prédécesseur, Ado Abdullahi Bayero, mort à 83 ans des suites d'un cancer, et prend le nom de Muhammadu Sanusi II, dit Sanusi II,. Il accède ainsi à un poste politico-religieux qui lui donne une influence sur plus de 10 millions de fidèles musulmans dans le Nord du Nigeria. En tant qu'émir, il dirige la communauté soufie du Nigeria, rassemblés au sein de la branche des Tijaniyyas. Il est ainsi le deuxième plus important dirigeant religieux du Nigeria, après le sultan de Sokoto. Sanusi II est nommé à ce poste par le gouverneur de l'État de Kano, Rabiu Kwankwaso.
Dès sa nomination, il est critiqué par une partie de la population, les soutiens d'Aminu Ado Bayero, son rival, qui se rassemblent dans la rue et font face à ses partisans. les évènements tournent à l'affrontement, et la police, absente des lieux, ne peut empêcher plusieurs partisans de Sanusi d'être blessés.
Le 28 novembre 2014, un attentat dans une mosquée de Kano fait 120 morts et plus de 300 blessés. Lamido Sanusi affirme alors sa détermination face aux terroristes islamistes de Boko Haram : « Nous ne nous laisserons pas intimider », annonce-t-il. Il soutient alors la création de milices d'autodéfense populaires pour faire face au manque d'action de l'armée nigériane face aux groupes terroristes, ce qui déplaît au gouvernement fédéral, qui prend cette décision pour un « appel à l'anarchie ». Il affirme « ne pas être la cible » de l'attentat, bien qu'il ait été désigné comme un homme à abattre par le chef de Boko Haram, Abubakar Shekau.
À partir de 2015, il entre en conflit avec le gouverneur de l'État de Kano, Abdullahi Umar Ganduje, qui le soupçonne d'avoir soutenu un autre candidat aux élections pour le poste de gouverneur.
Il est renvoyé du poste d'émir le 9 mars 2020, officiellement pour « insubordination », officieusement pour ses prises de position virulentes à l'encontre des décisions gouvernementales et son conflit personnel avec Ganduje.

#### À partir de 2020
Il devient en 2022 le président de l'association Tabital Pulaaku International, qui rassemble les membres du peuple peul.
En août 2023, lors de la crise qui suit le coup d'État au Niger, il se rend à Niamey pour réaliser une médiation avec les putschistes, et rencontre notamment Abdourahamane Tchiani. Il annonce vouloir transmettre au président nigérian Bola Tinubu, dont il est un ami proche, un message venant de leur part. Il affirme toutefois ne pas agir en tant qu'« émissaire du gouvernement »,.

#### Conflit pour le titre d'émir de Kano
Le 26 mai 2024, Sanusi II est réinstallé sur le trône de l'émirat de Kano après une modification de la loi de l'État de Kano par le gouverneur Abba Kabir Yusuf (en). Le gouverneur modifie la loi ayant permis à Ganduje de renvoyer Sanusi II en 2020. Cependant, deux procès se déroulent en même temps, au niveau de l'État de Kano et au niveau fédéral, pour confirmer qui est l'émir légitime.

## Opinions politiques
Lors d'un entretien avec le journal Jeune Afrique en 2017, il affirme être opposé à l'application de la charia, ce qui lui attire l'inimitié du groupe terroriste djihadiste Boko Haram. Il estime que le Nigeria « a besoin de justice sociale, d’éducation, d’une espérance de vie plus longue et de moins de violence domestique », et que ces mesures suffiront à rendre inutile l'application de la charia.
Opposé à la polygamie, il réforme le code de la famille pour lutter contre les violences domestiques et les mariages forcés.
Il critique l'influence des pays musulmans du Moyen-Orient, comme l'Arabie saoudite et l'Iran, sur la politique religieuse au Nigeria, et plaide pour un rapprochement avec d'autres pays musulmans modérés, comme le Maroc ou la Malaisie.
Il se revendique lui-même « moderne et musulman ».